# جیلوکا
جیلوکا (ژاپنی: ジルカ هپبورن: Jiruka, تلطیف‌شده به عنوان JILUKA) یک گروه ویژوال کی متال ژاپنی است که ابتدا در مه ۲۰۱۳ تشکیل شد اما در فوریه ۲۰۱۵ دوباره شروع به کار کرد. این گروه از اعضای ریکو، سنا تشکیل شده‌است و ترانه‌سرای اصلی ترانه‌ها بوگی و زیان هستند. آنها تاکنون ۷ آلبوم و ۶ تک‌آهنگ منتشر کرده‌اند.